# Liste der Naturdenkmale in Bannberscheid
Die Liste der Naturdenkmale in Bannberscheid nennt die im Gemeindegebiet von Bannberscheid ausgewiesenen Naturdenkmale (Stand 13. Juni 2024).
| Nr.         | Bezeichnung             | Lage                                                              | Beschreibung | Bild                          |
| ----------- | ----------------------- | ----------------------------------------------------------------- | ------------ | ----------------------------- |
| ND-7143-516 | Baumgruppe am Wegekreuz | Bannberscheid, südöstlich des Ortes an der B 255; Flur Heide Lage |              | mehr Fotos \| Fotos hochladen |